# تریور (کالیفرنیا)
تریور، کالیفرنیا (به انگلیسی: Traver, California) یک منطقه سرشماری‌شده در ایالات متحده آمریکا است که در شهرستان تولار، کالیفرنیا واقع شده‌است.

## خصوصیات
تریور ۲٫۱۸۴ کیلومترمربع مساحت و ۷۱۳ نفر جمعیت دارد و ۸۸ متر بالاتر از سطح دریا واقع شده‌است.